# Carlos Delgado Chalbaud
Carlos Delgado Chalbaud (Caracas, 20 de janeiro de 1909 — 13 de novembro de 1950) foi um político venezuelano que pertenceu a junta militar. Durante 24 de novembro de 1948 e 13 de novembro de 1950, ocupou o cargo de presidente da Venezuela, representando o partido político Ação Democrática.

## Juventude
Delgado Chalbaud era filho de Román Delgado Chalbaud (neto de imigrante francês e bisneto de colono andaluz) e de Luisa Elena Gómez Velutini (de ascendência corsa). Ele era conhecido como Carlos Delgado Chalbaud porque usou o sobrenome de seu pai Román Delgado Chalbaud como uma homenagem à sua memória. Quando ele tinha 20 anos, ele abordou o cruzador Falke no porto de Danzig (Polônia). Aterrou na costa de Cumaná em 11 de agosto de 1929, com o objetivo de derrubar o homem forte Juan Vicente Gomez. Nesta operação fracassada, seu pai Román. O comandante do expedicionário foi morto, levando Carlos a retornar à França.
Delgado Chalbaud passou a maior parte de sua vida em Paris, onde estudou engenharia e posteriormente frequentou a academia militar Saint-Cyr. Ele retornou à Venezuela em 1939 e foi prontamente comissionado no exército venezuelano pelo presidente General Eleazar Lopez Contreras com a patente de capitão.

## Carreira
Como um dos mais brilhantes oficiais das Forças Armadas associadas ao grupo que derrubou Isaías Medina Angarita em 1945, Carlos era membro da Junta Governamental Revolucionária que substituiu Medina. Foi Ministro da Defesa durante as presidências de Rómulo Betancourt e Rómulo Gallegos.
Em 1948, Chalbaud estava entre os que derrubaram o governo do presidente Gallegos e integrou a Junta Militar de Governo junto com Marcos Pérez Jiménez e Luis Llovera Páez, que era o chefe titular da junta tríplice.

Ele foi sequestrado e assassinado em 13 de novembro de 1950, por um grupo liderado por Rafael Simon Urbina e seu sobrinho Domingo Urbina. O sequestro ocorreu em Caracas, entre o bairro Country Club e Chapellin, e seu assassinato ocorreu no bairro semi-abandonado de Las Mercedes. Seu assassinato parece ser o resultado não intencional de um sequestro fracassado liderado por Simon Urbina, que pretendia derrubar a presidência de Chalbaud. Alguns acreditam que Urbina desprezava Delgado Chalbaud, embora outros aleguem que eles eram próximos até um desentendimento político. No dia seguinte à captura e prisão de Urbina, ele foi assassinado por ordem da Direção de Segurança Nacional, garantindo com eficiência a posição de Pérez Jiménez como o homem forte da Venezuela pelos próximos anos.